# الحزب الجنوب إفريقي
الحزب الجنوب أفريقي (بالإنجليزية: South African Party)‏ هو حزب سياسي جنوب أفريقي، أسس في 1911، وحل في 1934، يقع مقره في بلومفونتين.

## أعضاء بارزون
- كود سباركل
- تحديث القائمة

- جان سموتس
- لويس بوتا
- جيمس باري مونيك هيرتزوغ
- Martinus Theunis Steyn
- إبراهام فيشر
- إرنست جورج يانسن
- Jan Hendrik Hofmeyr
- Jacobus Wilhelmus Sauer
- Richard Stuttaford
- Charles Stallard